# Aleyrodes amnicola
Aleyrodes amnicola es un hemíptero de la familia Aleyrodidae, con una subfamilia: Aleyrodinae.
Fue descrita científicamente por primera vez por Bemis en 1904.